# 부산연제경찰서
부산연제경찰서(釜山蓮堤警察署, Busan Yeonje Police Station)는 부산광역시경찰청이 관할하는 경찰서 중 하나이다. 부산광역시 연제구 일대와 수영구 일부지역을 관할한다. 본래 부산연산경찰서였으나 2006년에 현재 명칭으로 개정되었다. 부산광역시 연제구 토곡로 26 (연산동)에 위치하고 있다.
서장은 총경으로 보한다.

## 연혁
- 1991년 12월 2일: 부산연산경찰서 설치
- 2006년 3월 1일: 부산연제경찰서로 변경

## 관할 지구대·파출소
| 명칭            | 사진 | 주소                                 | 관할구역                | 치안센터                    |
| --------------- | ---- | ------------------------------------ | ----------------------- | --------------------------- |
| 연일지구대      |      | 연제구 반송로 18 (연산동)            | 연산4·5동, 연산2동 일부 | 연산5치안센터               |
| 토곡지구대      |      | 연제구 과정로164번길 16 (연산동)     | 연산1·8·9동             | 연산1치안센터 연산8치안센터 |
| 거제지구대      |      | 연제구 거제대로178번길 51-1 (거제동) | 거제1·2·3·4동           | 거제1치안센터 거제2치안센터 |
| 망미1파출소     |      | 수영구 망미로8번길 74 (망미동)       | 망미1동                 | 망미2치안센터               |
| 수영망미2파출소 |      | 수영구 수영성로 36-1 (수영동)        | 망미2동, 수영동         |                             |
| 연산파출소      |      | 연제구 연수로 207-1 (연산동)         | 연산3·6동, 연산2동 일부 |                             |

## 같이 보기
- 부산광역시지방경찰청